# MTV Video Music Awards/MTV2 Award
Der MTV2 Award war eine Auszeichnung, die in den Jahren 2001 bis 2006 im Rahmen der MTV Video Music Awards vergeben wurde. Mit der Auszeichnung wurden Videos ausgezeichnet, die auf MTVs Schwesterkanal MTV2 ihre Premiere hatten. Erste Gewinner war die Nu-Metal-Band Mudvayne, die den Award in weißen Anzügen mit Kunstblut entgegennahmen.
Ähnlich wie der der Viewer’s Choice Award basierte er auf einem Fan-Votum. Von 2001 bis 2005 zählte er zu den Haupt-Awards, der auch in der Hauptshow verliehen wurde. 2006 wurde der Award lediglich im Simulcast auf MTV2 verliehen, während im normalen Programm Werbepause war. Ein Jahr später wurde der Award eingestellt.

## Nominierte und Gewinner
| Award | Jahr | Preisträger            | für das Video           | Nominierungen |
| ----- | ---- | ---------------------- | ----------------------- | --- |
| 1.    | 2001 | Mudvayne               | Dig                     | - Craig David – Fill Me In - Gorillaz – Clint Eastwood - India.Arie – Video - Jurassic 5 – Quality Control - Alicia Keys – Fallin’                                                        |
| 2.    | 2002 | Dashboard Confessional | Screaming Infidelities  | - The Hives – Hate to Say I Told You So - Norah Jones – Don't Know Why - musiq – halfcrazy - Nappy Roots (feat. Jazze Pha) – Awnaw - The Strokes – Last Nite                              |
| 3.    | 2003 | AFI                    | Girl’s Not Grey         | - Common (feat. Mary J. Blige) – Come Close - Interpol – PDA - Queens of the Stone Age – No One Knows - The Roots (feat. Cody Chesnutt) – The Seed (2.0)                                  |
| 4.    | 2004 | Yellowcard             | Ocean Avenue            | - Elephant Man – Pon Di River - Franz Ferdinand – Take Me Out - Modest Mouse – Float On - Twista (feat. Kanye West & Jamie Foxx) – Slow Jamz - Yeah Yeah Yeahs – Maps                     |
| 5.    | 2005 | Fall Out Boy           | Sugar, We’re Goin’ Down | - Akon (feat. Styles P) – Locked Up - The Bravery – An Honest Mistake - Daddy Yankee – Gasolina - Mike Jones (feat. Slim Thug & Paul Wall) – Still Tippin’ - My Chemical Romance – Helena |
| 6.    | 2006 | Thirty Seconds to Mars | The Kill                | - Lil Wayne – Fireman - Taking Back Sunday – MakeDamnSure - Three 6 Mafia (feat. Young Buck, 8Ball & MJG) – Stay Fly - Yung Joc (fea. Nitti) – It’s Goin’ Down                            |